# Cordylomera etiennei
Cordylomera etiennei är en skalbaggsart som beskrevs av Reé Michel Quentin och Jean François Villiers 1979. Cordylomera etiennei ingår i släktet Cordylomera och familjen långhorningar. Inga underarter finns listade i Catalogue of Life.